# Salix jessoensis
Salix jessoensis är en videväxtart. Salix jessoensis ingår i släktet viden, och familjen videväxter.

## Underarter
Arten delas in i följande underarter:
- S. j. jessoensis
- S. j. serissifolia